# Кемеркол
Кемерко́л (каз. Кемеркөл, до 2018 г. — Виногра́довка) — село в Аккольском районе Акмолинской области Казахстана. Входит в состав Наумовского сельского округа. Код КАТО — 113247200.

## География
Село расположено на берегу одноимённого озера, в северо-западной части района, на расстоянии примерно 31 километров (по прямой) к северо-западу от административного центра района — города Акколь, в 11 километрах к юго-востоку от административного центра сельского округа — села Наумовка.
Абсолютная высота — 360 метров над уровнем моря.
Ближайшие населённые пункты: село Наумовка — на северо-западе, село Орнек — на северо-востоке, село Радовка — на востоке, село Талкара — юго-востоке, село Амангельды — на юге.
Севернее села проходит проселочная дорога «Наумовка — Ерназар» — с выходом на автодорогу областного значения — КС-8 «Новый Колутон — Акколь — Азат — Минское».

## Население
В 1989 году население села составляло 349 человек (из них казахи — 34 %, русские — 33 %).
В 1999 году население села составляло 288 человек (144 мужчины и 144 женщины). По данным переписи 2009 года, в селе проживали 234 человека (118 мужчин и 116 женщин).
| Численность населения | Численность населения | Численность населения |
| 1989                  | 1999                  | 2009                  |
| --------------------- | --------------------- | --------------------- |
| 349                   | ↘288                  | ↘234                  |

## Улицы[6]
- ул. Бейбитшилик
- ул. Енбекши
- ул. Кемирколь
- ул. Мектеп
- ул. Тауелсиздик